# 牧川
牧川（まきがわ）は、由良川水系の支流で、京都府を流れる一級河川。

## 地理
兵庫県との府県境に聳える鉄鈷山（かなとこやま）東麓に発して南流、途中で直見川を合わせる（直見川合流点より上流は板生川とも称する）。やがて東流に転じてからは概ね東流し、福知山市上天津で由良川に注ぐ。
流域は福知山市西部の山地。1999年からサケ繁殖の試みがなされており、遡上にも成功している。

## 流域の自治体
- 京都府

福知山市

## 主な支流
- 直見川
- 東川
- 額田川
- 畑川
- 宮垣川
- 佐々木川

## 並行する交通
- JR西日本 山陰本線
- 国道9号
- 京都府道56号但東夜久野線